# Třebichovice
Třebichovice település Csehországban, a Kladnói járásban. Třebichovice Vinařice, Jemníky, Hrdlív, Slaný, Svinařov, Pchery, Smečno és Libušín településekkel határos. Lakosainak száma 582 fő (2024. január 1.).

## Népesség
A település lakosságának változását az alábbi diagram mutatja:
| Lakosok száma | 288  | 476  | 945  | 784  | 521  | 497  | 582  | 589  | 588  | 582  |
|               | 1869 | 1890 | 1921 | 1950 | 1980 | 2001 | 2017 | 2019 | 2022 | 2024 |